# Olympian Village
Olympian Village és una població dels Estats Units a l'estat de Missouri. Segons l'estimació del juliol del 2008 tenia 692 habitants.

## Demografia
Segons el cens del 2000, Olympian Village tenia 669 habitants, 217 habitatges, i 182 famílies. La densitat de població era de 461,3 habitants per km².
Dels 217 habitatges en un 43,8% hi vivien nens de menys de 18 anys, en un 64,1% hi vivien parelles casades, en un 12,4% dones solteres, i en un 16,1% no eren unitats familiars. En el 12% dels habitatges hi vivien persones soles el 4,1% de les quals corresponia a persones de 65 anys o més que vivien soles. El nombre mitjà de persones vivint en cada habitatge era de 3,08 i el nombre mitjà de persones que vivien en cada família era de 3,3.
Per edats la població es repartia de la següent manera: un 29,6% tenia menys de 18 anys, un 10,8% entre 18 i 24, un 33,3% entre 25 i 44, un 20% de 45 a 60 i un 6,3% 65 anys o més.
L'edat mediana era de 30 anys. Per cada 100 dones de 18 o més anys hi havia 103 homes.
La renda mediana per habitatge era de 41.447 $ i la renda mediana per família de 43.438 $. Els homes tenien una renda mediana de 30.694 $ mentre que les dones 19.514 $. La renda per capita de la població era de 14.928 $. Entorn del 9,3% de les famílies i el 10,2% de la població estaven per davall del llindar de pobresa.

## Poblacions més properes
El següent diagrama mostra les poblacions més properes.